# Le Chat et le Rat
Le Chat et le Rat est la vingt-deuxième fable du livre VIII de Jean de La Fontaine situé dans le second recueil des Fables de La Fontaine, édité pour la première fois en 1678.  La fable a été mise en musique par Heitor Villa-Lobos en 1922.

## Texte de la fable

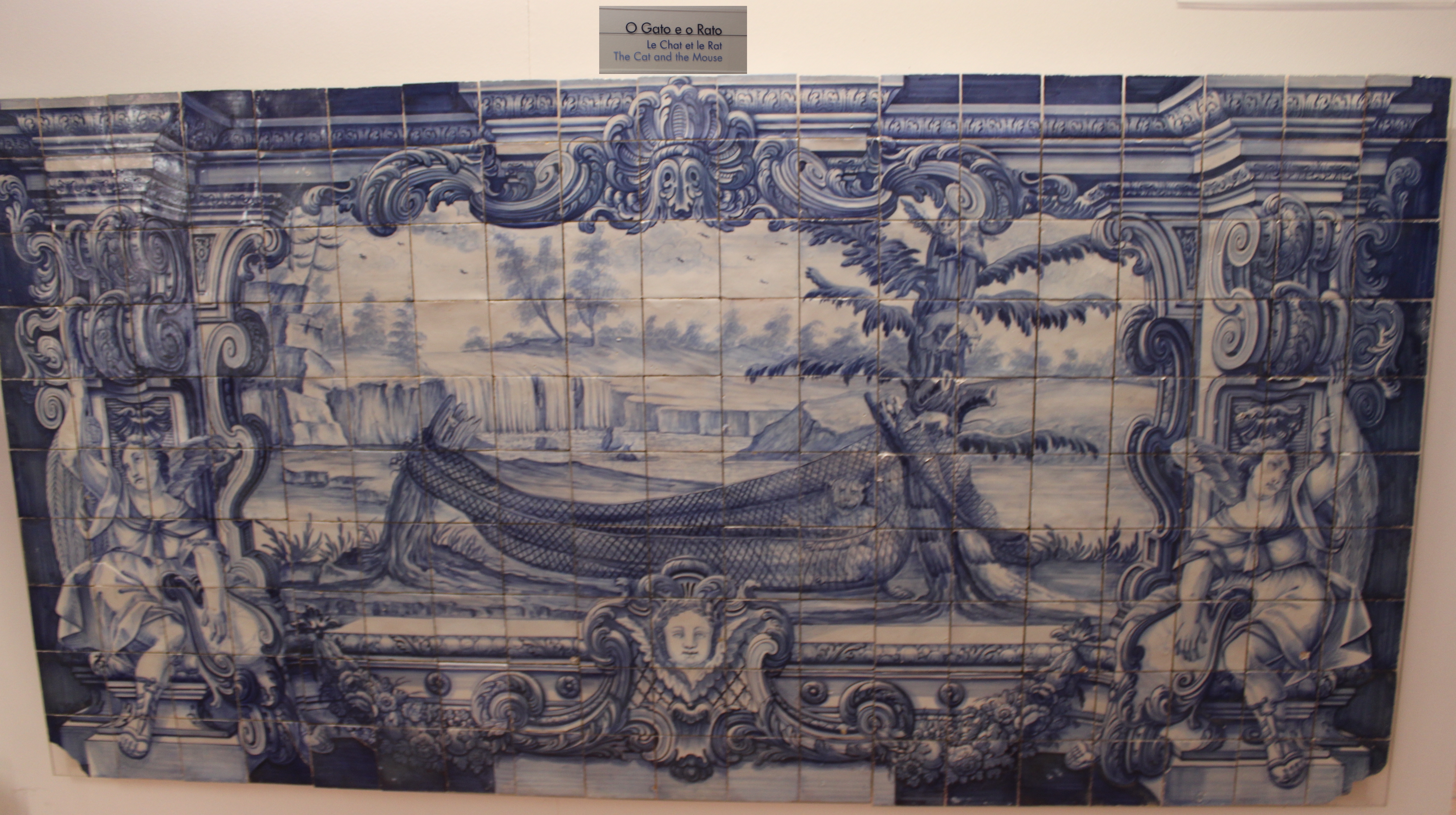
Le chat et le rat - Azulejos - Monastère de Saint-Vincent de Fora (Lisbonne).

Quatre animaux divers, le Chat Grippe-fromage,

Triste-oiseau le Hibou, Ronge-maille le Rat,

Dame Belette au long corsage,

Toutes gens d’esprit scélérat,

Hantaient le tronc pourri d’un pin vieux et sauvage.

Tant y furent qu’un soir à l’entour de ce pin

L’homme tendit ses rets. Le Chat de grand matin

Sort pour aller chercher sa proie.

Les derniers traits de l’ombre empêchent qu’il ne voie

Le filet ; il y tombe, en danger de mourir :

Et mon Chat de crier, et le Rat d’accourir,

L’un plein de désespoir, et l’autre plein de joie.

Il voyait dans les lacs son mortel ennemi.

Le pauvre Chat dit : Cher ami,

Les marques de ta bienveillance

Sont communes en mon endroit :

Vien m’aider à sortir du piège où l’ignorance

M’a fait tomber : C’est à bon droit

Que seul entre les tiens par amour singulière

Je t’ai toujours choyé, t’aimant comme mes yeux.

Je n’en ai point regret, et j’en rends grâce aux Dieux.

J’allais leur faire ma prière ;

Comme tout dévot Chat en use les matins.

Ce réseau me retient ; ma vie est en tes mains :

Viens dissoudre ces nœuds. Et quelle récompense

En aurai-je ? reprit le Rat.

Je jure éternelle alliance

Avec toi, repartit le Chat.

Dispose de ma griffe, et sois en assurance :

Envers et contre tous je te protégerai,

Et la Belette mangerai

Avec l’époux de la Chouette.

Ils t’en veulent tous deux. Le Rat dit : Idiot !

Moi ton libérateur ? je ne suis pas si sot.

Puis il s’en va vers sa retraite.

La Belette était prés du trou.

Le Rat grimpe plus haut ; il y voit le Hibou :

Dangers de toutes parts ; le plus pressant l’emporte.

Ronge-maille retourne au Chat, et fait en sorte

Qu’il détache un chaînon, puis un autre, et puis tant

Qu’il dégage enfin l’hypocrite.

L’homme paraît en cet instant.

Les nouveaux alliés prennent tous deux la fuite.

À quelque temps de là, notre Chat vit de loin

Son Rat qui se tenait à l’erte et sur ses gardes.

Ah ! mon frère, dit-il, viens m’embrasser ; ton soin

Me fait injure. Tu regardes

Comme ennemi ton allié.

Penses-tu que j’aie oublié

Qu’après Dieu je te dois la vie ?

Et moi, reprit le Rat, penses-tu que j’oublie

Ton naturel ? aucun traité

Peut-il forcer un Chat à la reconnaissance ?

S’assure-t-on sur l’alliance

Qu’a faite la nécessité ?
— Jean de La Fontaine, Fables de La Fontaine, Le Chat et le Rat, texte établi par Jean-Pierre Collinet, Fables, contes et nouvelles, Gallimard, « Bibliothèque de la Pléiade », 1991, p. 332
- « Cette fable a été mise en musique par Heitor Villa-Lobos (1922)